# 루이 앙투안 레옹 드 생쥐스트
루이 앙투안 레옹 드 생쥐스트(프랑스어: Louis Antoine Léon de Saint-Just, 1767년 8월 25일 ~ 1794년 7월 28일)은 프랑스 혁명 시대의 정치가이다. 로베스피에르 등과 함께 혁명 활동에 투신하였고, 로베스피에르의 공포정치를 지지하였다. 그는 로베스피에르의 오른팔로 불렸다.
1788년 랭스의 로스쿨을 졸업한 뒤 수아송의 검사서기보로 근무하다가 1790년 그만두고 프랑스 혁명 활동에 가담하였다. 프랑스 혁명이 성공한 뒤에는 여러 급진적인 공화주의자 조직에서 활동하다가 자코뱅 클럽 몽테뉴파의 주요 인물이 되었다. 로베스피에르의 공포정치를 적극 지지, 옹호한 사람들 가운데 한 사람이었으며, 그 자신도 정적 숙청에 적극 가담하였다. 수려한 외모, 엄격한 금욕주의와 함께 냉혹한 혁명 활동으로 “혁명의 대천사(Archange de la Revolution) 또는 “공포 정치의 대천사”라는 별명을 얻었다.

## 생애

### 초기 활동

#### 유년 시절
생쥐스트는 1767년, 니에브르주 데시즈에서 태어났다. 아버지 루이 장은 기사의 칭호를 가진 농민 출신의 경기병대 대위였고, 어머니 마리안느 로비노는 데시즈의 공증인 레오나르 로비노의 딸이었다. 1남 2녀중 첫째였으며 1768년, 1769년에 태어난 두 여동생들이 있었다. 어머니 마리안느 로비노는 부유한 지방 공증인이자 지주였던 가문의 딸로 학력은 높지 않았지만, 사색과 학식을 갖추고 평등주의 사상을 가졌다. 어머니 마리안느 로비노는 귀족, 성직자들의 타락에 분개했고, 귀족들이 중산층 수준으로 격하되기를 원했다.
생쥐스트는 어린 시절을 베르누이유 성직자였던 백부 앙투안 로비노와 함께 보낸 후, 1776년, 가족들은 아버지의 고향 피카르디 엔 주의 브레란크르로 이사를 갔다. 이사 일년 후 그의 아버지 루이 장 생쥐스트는 세 자녀들을 어머니에게 맡기고 세상을 떠났다.

#### 청소년기
이후 수아송 근처 오라토리오회 콜레주에 진학했으며 1785년, 수아송에 있는 오라토리오파 학원을 마치고, 블레랑쿠르로 돌아왔으나 이곳은 너무 작은 도시인데다가 인맥과 연줄이 없던 생쥐스트에게는 적당한 일자리가 거의 없었다. 1785년 생쥐스트는 어느 블레랑쿠르 공증인의 딸 테레즈 겔레와 교제하다가 연인이 되었지만 그녀의 부모는 생쥐스트의 가문이 비천하다는 이유로 1786년 7월에 다른 공증인의 아들한테 강제로 시집보내자 그는 한동안 방황하였다. 상처받고 화가 난 그는 1786년 9월 어느날 밤 집안의 귀중품을 몇 점 훔쳐 들고 파리로 도망쳤다. 당시 사교계의 중심가인 루아얄 궁전 근처에 숙소를 잡았기 때문에 가져간 돈은 금방 탕진하였다. 이러한 사정을 안 어머니가 그의 소재지를 찾아와 1786년 10월 그를 감화원에 집어넣었다. 1787년 4월까지 감화원에 수감되어 있었다.
석방 후 수아송 주 검찰청의 서기보시보 시험에 합격한 뒤 1787년 말 랭스에 있는 랭스 대학 로스쿨에 입학했다. 입학 후 1787년 4월의 법학사 학위를 취득했다. 수료와 동시에 수아송 주의 검사서기시보로 발령받고, 바로 검사서기보가 되었다.

#### 자유주의 주장과 피신
당시 프랑스는 흉년과 혹독한 한파에 시달렸는데, 그는 공공연히 자유주의, 자유로운 연애와 결혼, 자유로운 직업 선택을 말하다가 반쯤 정신 이상한 사람 취급을 받았다.1789년 22세의 나이로 익명으로 에로틱한 풍자 노래 《바티칸의 오르간》(Organt au Vatican)이라는 책을 지하 출판하여 전통과 권위, 가톨릭 교회, 국왕을 비판하고 자유를 주장하다가, 동료의 밀고로 쫓기는 신세가 된다. 서사시 《오르강 Organt》에서 그는 성의 해방, 성의 자유를 주장하였으나 생 쥐스트 자신은 평생 여자를 가까이 하지 않고 금욕주의적으로 생활하였다.
서사시 《오르강 Organt》에서 정치적 암시로 가득 찬 풍자적인 내용과 음란성을 거침없이 표현한 생 쥐스트의 이 저서는 곧 당국에 의해 금서로 지정되었다. 그는 볼테르의 《처녀 (La Pucelle)》에서 영감을 얻었지만 아직 그의 문장력은 정제되어 있지 않았다. 《오르강》에서 그는 격렬한 열정과 원한을 토로하였지만 친구들조차 이 작품을 거론하지 않았으며 그의 적들은 조롱했고 1789년 6월 당국은 〈오르강〉을 압수했다. 익명으로 출간한 그는 주변의 반응을 지켜보다가, 조심하느라 사직서를 내고 파리에 있는 친구 집에 몸을 숨겼다.

### 혁명 활동

#### 혁명 활동 초반
혁명의 혼란이 발생했을 때 그는 혁명의 초기부터 참여하려 했지만 나이가 어리다는 이유로 거절당했다. 1790년 7월에 고향으로 돌아와 국민위병대의 지역 대원으로 참여하여 열성적으로 활동한 끝에, 같은 달 23세의 나이에 국민위병대의 블레랑쿠르지역대의 제2대대장이 되었고, 그러나 우선 나이가 젊다는 약점과 현지에 변변한 인맥, 연줄이 없이 뿌리내리지 못한 인물이었다는 점, 현지의 적대적인 파벌들을 극복해야 했다. 그해 7월 14일 지역 민병대 지휘관의 한 사람 자격으로 파리로 가 연맹 축제에 참가한다. 그러나 파리에 오래 머물지 않았고 나중에는 실망스러웠다고 평하였다. 1791년에는 ‘혁명과 프랑스 헌법의 정신’을 발행하여 혁명 중 최연소 이론가가 된다.
생쥐스트는 어설픈 자비 보다는 확실한 심판을 주장하였다. 그는 '혁명은 이제 자비롭고 어설픈 정의감이나, 어떤 애국적인 활동을 넘어서서 새로운 사회 건설을 향해 나아가야 한다'고 했으며, 어설픈 타협으로는 변화를 이끌어낼 수 없다고 주장했다. 생쥐스트에 의하면 인간이라는 존재는 쉽게 바뀌거나 변하는 존재는 아니라고 정의를 내렸다. 1791년 그는〈프랑스 혁명 정신과 헌법 정신 Esprit de la Révolution et de la Constitution de France〉이란 책을 발표하였다. 이 책에서 그는 대담한 표현과 함께 생략법을 구사했다. 〈프랑스 혁명 정신과 헌법 정신 Esprit de la Révolution et de la Constitution de France〉에서 그는 입법의회에서 제정된 헌법은 첫 단계의 헌법으로는 받아들일 만한 내용이지만 아직도 기득권의 벽이 탄탄하여 프랑스 국민은 자유롭지 못하며, 지금 현재는 국민이 주권자가 아니지만 국민주권은 인정되어야 한다고 주장했다. 또한 그는 "법률은 여론에는 절대로 굴복해서는 안 되며 윤리에는 모든 것을 양보해야 한다"고 했다. 그 해의 국민공회 의원 선거에 그는 25세가 되지 않았으므로 출마할 수 없었다. 그는 잠시 실망했지만 좌절하지 않고 로베스피에르를 지지하며 왕당파, 사제 계급 등을 공격하는 논설과 칼럼을 발표했다.

#### 엽관 활동
그는 혁명에서 원하는 역할을 맡기 위해서는 지위의 역할도 어느정도 필요하다 여겼다. 그는 시청이나 주 정부의 행정관이 되거나 법관이 되거나, 그것이 여의치 않다면 국민의회의 지역의회 의원에 선출되어야 한다고 느꼈다. 당시 생쥐스트는 아직 지역의회 의원에 입후보할 수 있는 나이인 25세가 되지 못했다. 그는 자신이 시청과 주 정부, 법원의 관료가 되기 어렵다는 점과, 오르강 등의 서적의 저자가 자신임이 알려진 것에 낙담했다. 하지만 1791년 블레랑쿠르 시청의 시 법률고문이 되어 시의 복지 정책과 자유무역, 관세 감소 등을 옹호하였다.
그러는 한편 이루지 못한 첫사랑의 여인을 우연히 다시 만났다. 그는 사람들의 시선에도 아랑곳하지 않고 공공연히 그녀를 만났다. 그는 블레랑쿠르 시의 시청 법률고문 직은 유지했지만, 되도록 블레랑쿠르 시를 벗어나 그 주변 지역의 각종 사교클럽과 모임, 가톨릭 계통의 종교 시설에 열정적으로 참여하여 명성을 얻었다. 몇번의 감기와 과로로 빠진 것 외에는 그는 항상 그러한 모임에 참여했다. 한편으로 야간을 이용해서 단기간의 노동에 종사하여 약간의 여유 수입원을 벌어들였다. 그는 동시에 반혁명적 소책자를 공개적으로 불태우는 몇번의 퍼포먼스로 국민의회의 찬사를 받기도 했다.
블레랑쿠르 지구 주민들은 그를 차기 국민의회의 의원으로 뽑을 만한 유능하고 활동적인 인물로 생각했다. 그는 의원 입후보 자격을 더욱 강화하기 위해 중앙의 정치인들에게로도 손을 뻗쳤다. 그는 혁명의 강화를 외치고 인민의 적을 처단해야 함을 강조했지만, 한편으로 정치가들의 자부심을 부추기며 아부를 늘어놓은 편지를 정치가들에게 써보내기도 했다.

#### 국민공회 의원 당선과 혁명 활동
그는 생애에서 수많은 명연설을 남겼고, 가장 유명한 것은 1792년에 8월 10일 사건 후 진행된 국왕 재판에서의 “처녀 연설”로 생쥐스트는 25세의 젊은 나이에 국민 공회 의원으로 참여했다. "인민들은 신탁과 자신의 행복만을 갈구해왔다"며 그는 적극적인 혁명 활동의 동참을 요구했다. 한편 왕정을 복귀시키려는 왕당파 및 사제 계급, 오스트리아와 연결하려는 귀족, 부르주아층에 대한 신랄한 비판과 공격을 자처하였다. 또한 정부의 재정 및 경제 문제에도 관여하였고, 오스트리아와 연결을 시도하는 왕당파들을 공격하면서 군사문제에까지 달려들었다.
그는 군 간부들과 병사들의 격차를 최대한 줄이려고 노력했는데 이 때문에 장군들 및 고급 장교들에게는 공포와 경멸의 대상이 되었지만 일반 사병이나 하급 간부들에게는 성자처럼 여겨졌다. 그는 하급 군간부와 병사들을 직접 위문하며 "진정한 행복은 불행한 사람들을 위로하는 데에서만 찾을 수 있다"고 했다. 이 무렵 그는 일반 병사들에게는 낭만적인 이미지를 쌓게 되었다. 1792년 9월 국민공회 의원에 당선되어 혁명 의회로 진출하였다.
그는 1792년 11월 13일 연설을 통해 통렬하고 냉철한 의견을 제시하여 루이 16세와 마리 앙투아네트의 처형 여론을 결정지었다. 이 일로 인해 그는 주목을 받았고, 곧 몽테뉴파(산악파)의 저명한 인물이 된다. 로베스피에르와의 우정은 자코뱅 파에도 잘 알려졌는데, 그들은 그를 가리켜 ‘민중의 메시아인 성 요한’(saint Jean du Messie du peuple)이라고 불렀다.

### 생애 후반

#### 국민의회의 국방위원회 위원
1792년 9월 국민공회 의원에 당선되었고, 국민공회의 각 분과 중 국방분과의 위원이 되었다. 새로 구성된 국민공회는 전쟁 위기와 재난 위기를 극복하고, 방대한 국가재건 작업에 착수하는 역할을 맡았다. 생쥐스트는 "인민들은 신탁과 자신의 행복만을 갈구해왔다"고 그는 말했다. 그는 군사 문제 외에도 확고한 신념과 의지를 가지고 재정 문제 해결 및 경제 문제에도 개입하였다. 생쥐스트는 곧 자크 르네 에베르, 장폴 마라, 막시밀리앵 드 로베스피에르와 더불어 극좌파의 지도자가 되었다. 하지만 맹목적인 처형을 주장하는 점은 자크 르네 에베르, 장폴 마라와 가까웠지만 그는 다소 머뭇거리고 우물쭈물하던 로베스피에르의 편에 서게 된다.
그는 혁명 초기의 지역민병대의 지휘관 경력과 국민공회의 국방분과 위원 자격으로 군대를 지휘할 수 있었다. 군대로 보내졌을 때, 그는 전략가와 행동가로도 면모를 드러냈다. 그는 "진정한 행복은 불행한 사람들을 위로하는 데에서만 찾을 수 있다"고 선언했는데, 군인들에 대한 염려와 동시에 엄격한 군율, 무서운 결단력을 동시에 보여주었고, 그 자신도 식사와 의복은 검소함을 유지하였다. 군대에서 일련의 임무를 수행하는 동안 상대방에게는 냉혹하면서도 자신의 병사들에게는 정의를 아낌없이 베푸는 정의의 사도 역할을 하였으며, 자신이 제정한 군율을 자신이 엄격하게 솔선수범하면서 장군들은 그를 꺼리고 공포의 대상으로 여겼지만, 오히려 일반 병사들은 그에게 생 쥐스트에 대한 낭만적인 생각과 외경심을 동시에 갖게 되었다.

#### 테르미도르의 반동과 최후
루이 16세의 처형으로 유럽 각국의 간섭 전쟁이 시작되었고, 공안위원회의 주요 멤버인 로베스피에르의 측근으로 수완을 발휘한다. 국민공회를 휘어잡은 그는 1793년 5월 초 국민공회의 공안위원회의 상임위원의 한 사람이 되었다. 공안위원회 상임위원이 되자 그는 우파와 좌파 내 일탈자들을 모두 색출하여 숙청하였다. 그러나 부르주아층은 간과했는데 이때 살아남은 부르주아층이 후일 그의 급진성에 불만을 품고 테르미도르의 반동을 일으키게 된다.
1793년 국민공회 의장으로 선출되어 의회를 장악한 생 쥐스트는 1794년 3월 방토즈 법령을 제정하여 만장일치로 통과시켰다. 방토즈 법령은 혁명의 적으로 규정된 왕당파, 로마 가톨릭교회 사제 계급, 부르주아층이 소유한 재산을 혁명 정부에서 몰수해 가난한 애국자들에게 분배한 것이었다. 1794년 6월 26일에는 오스트리아에 대한 공격으로 오스트리아령 네덜란드와 벨기에의 플뢰뤼스로 직접 프랑스군을 이끌고 출격하여 오스트리아군을 격파하여 명성을 쌓았다.
1794년 초부터 그는 〈공화국 제도에 관한 단상 Fragments sur les institutions républicaines〉을 기초했는데, 이는 이전에 공화국 헌법보다 훨씬 급진적인 제안이었다. 6월 26일에는 오스트리아령 네덜란드(지금의 벨기에)의 플뢰뤼스에서 프랑스군을 지휘하여 오스트리아와 신성 로마 제국 연방군대를 전멸시켰다. 그러나 1794년 7월 27일 테르미도르의 쿠데타 다음날, 반대파의 방해로 마지막 연설도 하지 못한 채, 로베스피에르 등과 함께 26세의 나이로 단두대의 이슬로 사라졌다.

### 사후
로베스피에르가 일부 왕당파나 지롱드당원의 처형에 대해서 주저하거나 머뭇거렸던 것에 반해 생쥐스트는 주저함 없이 사형시켰다.
20세기 전체주의 지도자들의 선구자는 로베스피에르가 아니라 오히려 생 쥐스트였다는 평이 있다. 자코뱅 파가 몰락하면서 그는 피에 굶주린 살인자로 격하되었으며, 자코뱅 당 내 온건파인 나폴레옹 보나파르트가 집권한 후에도 복권되지 못하였다. 1950년대 이후에 복권 여론이 나타나면서 그의 활동, 사상에 대한 연구 조명이 나타나고 있다.

## 저서
- 《바티칸의 오르간》(Organt au Vatican)
- 〈공화국 제도에 관한 단상 Fragments sur les institutions républicaines〉
- 〈프랑스 혁명 정신과 헌법 정신 Esprit de la Révolution et de la Constitution de France〉

### 시집
- 《오르강 Organt》

## 대중 문화에 나타난 생 쥐스트
- 베르사이유의 장미

루이 16세와 마리 앙투아네트가 처형되는 시절(원작 연재 종료)까지 등장. 베르나르 샤틀레의 먼 친척에 해당하는 설정이었다. 원작에서는 사실 그대로 로베스피에르를 지지하는 혁명가이지만, TV 판에서는 로베스피에르에게도 신랄한 발언을 하는 과격한 사상의 소유자로 그려져 있다.
- 나폴레옹 - 사자의 시대

루이 16세 처형 직전부터 등장한다. 로베스피에르의 측근으로 묘사된 것은 거의 사실을 따르고 있지만, 나폴레옹을 스스로 높게 평가하고 내세우는 등 (실제로 나폴레옹을 높이 평가하고 있던 것은, 막시밀리안 로베스피에르의 동생인 어거스틴 로베스피에르) 자코뱅파의 다른 인물의 행동과 성과가 생 쥐스트 한 사람에 수렴되어 그려져 있는 경우가 많다.
테르미도르의 반동에서 겨우 달아나 타리안을 암살하고, 바라스를 암살하려했으나 나폴레옹에 의해 저지를 당하고, 강에 빠져 죽었다고 생각되고 있었지만, 안개달 쿠데타로 실각하고 고향으로 향하고 있던 바라스의 마차를 빼앗아 “즐거운 장소에 데려가겠다”고 외치며 절벽을 향해 마차를 몰고 간다.

## 같이 보기
- 프랑스 혁명
- 공포 정치
- 막시밀리앙 드 로베스피에르
- 장 바이이